# Eleição municipal de Caxias do Sul em 1996
A eleição municipal de Caxias do Sul em 1996 ocorreu nos dias 3 de outubro (primeiro turno) e 15 de novembro (segundo turno) de 1996. O prefeito era Mário Vanin (PPB). O prefeito eleito foi Pepe Vargas (PT).

## Resultado da eleição para prefeito
| Candidatos a prefeito      | Candidatos a vice-prefeito | Número | Coligação                                | Votação | Percentual |
| -------------------------- | -------------------------- | ------ | ---------------------------------------- | ------- | ---------- |
| Pepe Vargas PT             | Marisa Formolo PT          | 13     | Frente Popular (PT, PSB, PCdoB, PPS)     | 84.714  | 48,68%     |
| Germano Rigotto PMDB       | Adelar Santarém PFL        | 15     | Frente Democrática (PMDB, PFL, PSDB, PL) | 77.079  | 44,30%     |
| Mário Grazziotin PDT       | Júlio Hoffmann PDT         | 12     | Unidade Popular Progressista (PDT, PPB)  | 8.999   | 5,17%      |
| Luiz Carlos Festugatto PTB | Odir Miguel Ferronato PTB  | 14     | PTB (sem coligação)                      | 3.202   | 1,84%      |

### Segundo turno
| Candidatos a prefeito | Candidatos a vice-prefeito | Número | Coligação                                | Votação | Percentual |
| --------------------- | -------------------------- | ------ | ---------------------------------------- | ------- | ---------- |
| Pepe Vargas PT        | Marisa Formolo PT          | 13     | Frente Popular (PT, PSB, PCdoB, PPS)     | 90.792  | 51,13%     |
| Germano Rigotto PMDB  | Adelar Santarém PFL        | 15     | Frente Democrática (PMDB, PFL, PSDB, PL) | 86.763  | 48,86%     |